# Die Jagd nach dem Glück
Persiguiendo la fortuna, en alemán: Die Jagd nach dem Glück, es una película dramática alemana de 1930 dirigida por Rochus Gliese y protagonizada por Catherine Hessling, Alexander Murski y Amy Wells. La dirección de arte de la película estuvo a cargo del propio Gliese junto con Arno Richter. Inicialmente se hizo como una película muda, pero se estrenó con una banda sonora sincronizada adicional. La asistente de animación Lotte Reiniger dirigió la película, supervisando los segmentos de marionetas de sombras.

## Reparto
- Catherine Hessling como Catalina
- Alexander Murski como Marquant
- Amy Wells como Jeanne, Marquants Tochter
- Berthold Bartosch como Mario
- Jean Renoir
- Lionel Royce
- Hilde Koerber
- Hans Rehmann